# 染料激光器

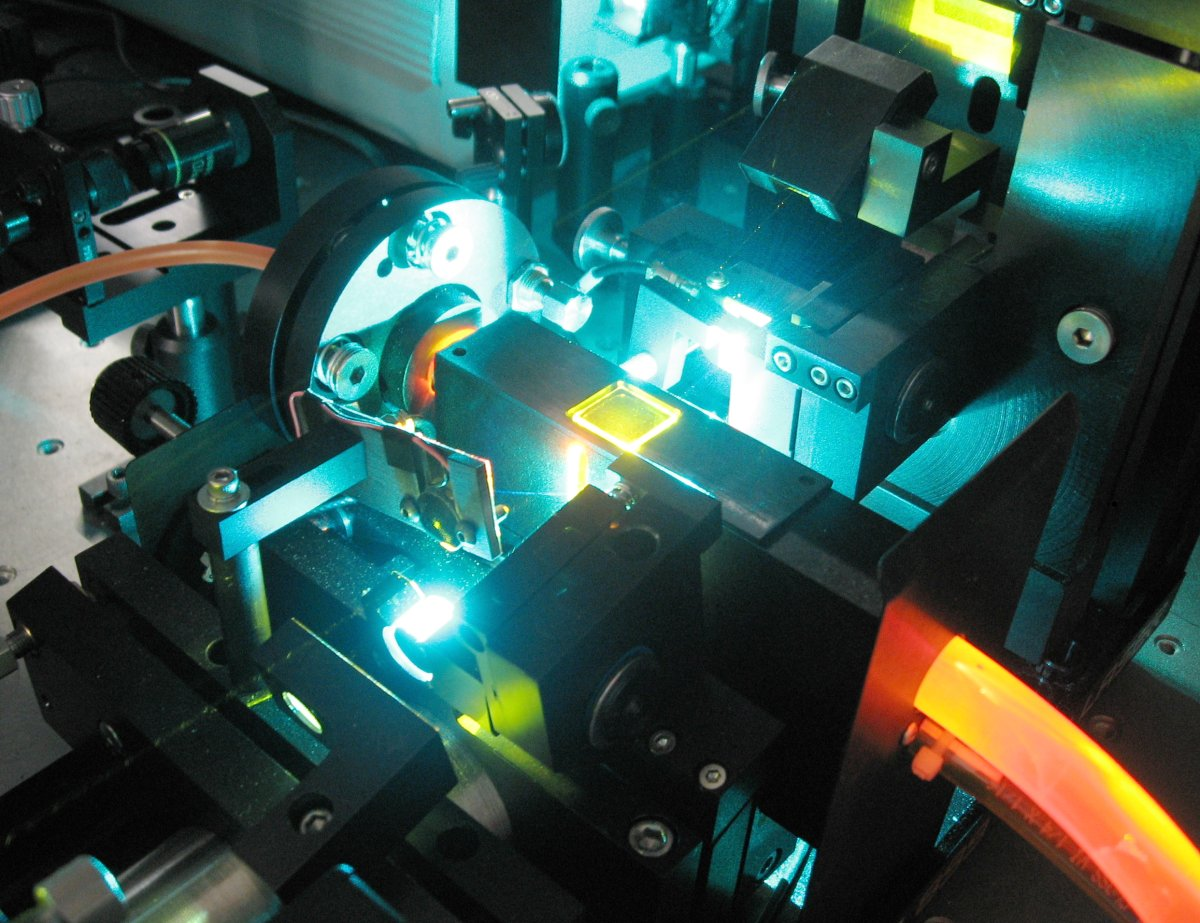
在桌子上基于染料激光器的羅丹明6G, 正在发射 580 nm (桔黄色)激光. 发射的激光光柱可以见到淡黄色的线. 桔色染料溶剂从激光器左侧进入, 并被一束 514 nm (蓝绿) 光柱argon激光驱动。 染料射流位于图像中心, 在黄色窗口之后。

染料激光器（Dye laser），是使用通常为液体溶液的有机染料（激光染料）作为激光介质的激光器，屬於有机激光的一種。相比气体的和固态的激光介质，染料激光器通常可以用于更宽的波长范围内。其较大的带宽，使得它们特别适合于可调谐激光器和脉冲激光器。例如，染料罗丹明6G发射的光可以从635 nm（橙红色）调整到560 nm（绿黄色），并能产生短至16 fs的脉冲。此外，所使用的染料可以更换，以便用同一激光器产生更宽的波长范围，波长跨度可从近红外到近紫外，尽管更换染料通常也需要更换激光器中的其他光学组件，例如介质反射镜或泵浦激光器。 
染料激光器是由彼得·索羅金（Peter P. Sorokin）和弗里茲·彼得·薛弗（Fritz Peter Schäfer）（及其同事）在1966年分别独立发现的。
除了通常的液体状态，染料激光器也可以作为固态染料激光器（SSDL）。SSDL使用掺杂染料的有机介质作为增益介质。

## 应用

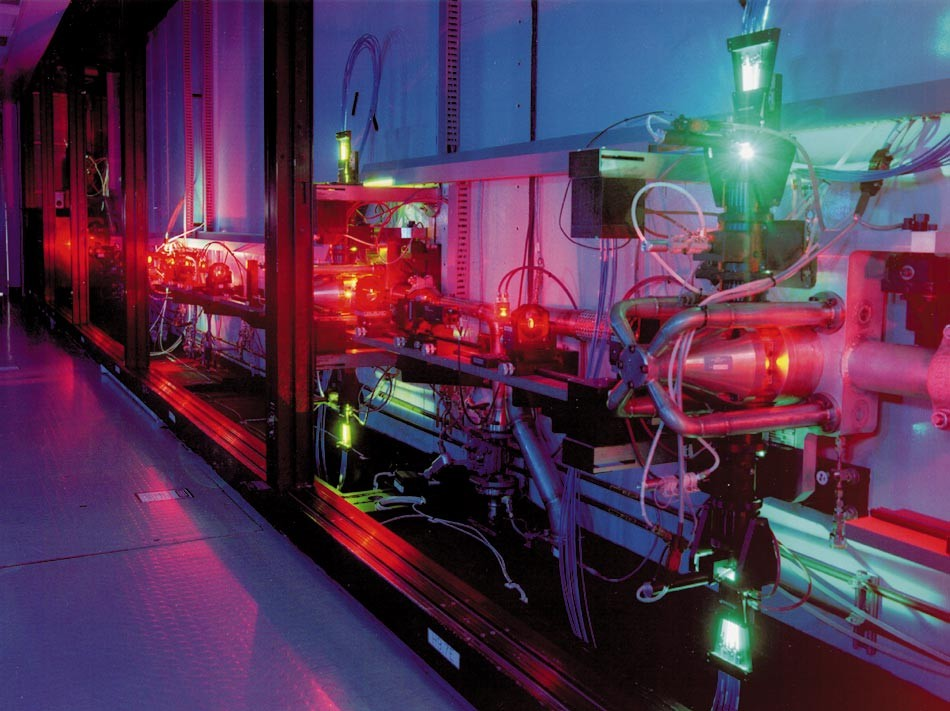
劳伦斯利弗莫尔国家实验室(LLNL)内的一套原子蒸气激光同位素分离装置。图中发出绿光的装置为铜蒸气泵浦激光器，它作为泵浦能量源驱动精密调谐波长的染料激光器（橙色光束）

染料激光器用途非常多。除了公认的波长敏捷能力之外，这些激光还可以提供非常大的脉冲能量或非常高的平均功率。闪光灯泵浦染料激光器已被证明每脉冲可产生数百焦耳，已知铜激光泵浦染料激光器可产生千瓦级的平均功率。
染料激光器被用于许多的应用，包括：
- 天文学（作为激光引导星），
- 原子蒸气激光同位素分离[5]

- 制造业[6]

- 医学
- 光谱学[7]

在激光医学中，这些激光应用于几个领域，包括皮肤病，它们用于使肤色更均匀。 可能的宽波长范围允许非常接近地匹配某些组织的吸收线，例如黑色素或血红蛋白，而可获得的窄带宽有助于减少损害周围组织的可能性。 它们用于治疗鲜红斑痣和其他血管疾病，疤痕和肾结石。 它们可与各种油墨相匹配，用于去除纹身，以及许多其他应用。